# Gravières
Gravières ist eine französische Gemeinde mit 511 Einwohnern (Stand 1. Januar 2022) im Département Ardèche.

## Geographie
Gravières liegt im Tal des Flusses Chassezac in den Cevennen und ist Teil des Regionalen Naturparks Monts d’Ardèche.

## Bevölkerungsentwicklung
| Jahr                       | 1962 | 1968 | 1975 | 1982 | 1990 | 1999 | 2016 |
| -------------------------- | ---- | ---- | ---- | ---- | ---- | ---- | ---- |
| Einwohner                  | 436  | 459  | 400  | 381  | 369  | 378  | 461  |
| Quellen: Cassini und INSEE |      |      |      |      |      |      |      |